# ولاتکو لوزانسکی
ولاتکو لوزانسکی (به انگلیسی: Vlatko Lozanoski) (زاده ۲۷ ژوئن ۱۹۸۵) خواننده اهل مقدونیه است.
او در مسابقه آواز یوروویژن ۲۰۱۳ به همراه اسما ردزپووا نماینده مقدونیه بود.